# Tadeusz Markowski (ekonomista)
Tadeusz Markowski (ur. 28 marca 1949 w Łodzi) – polski ekonomista i urbanista, profesor, prezes (od 2006) Towarzystwa Urbanistów Polskich, przewodniczący (od listopada 2001) Komitetu Przestrzennego Zagospodarowania Kraju przy prezydium PAN, przewodniczył (2003–2011) Polskiej Sekcji Europejskiego Stowarzyszenia Badań Regionalnych (European Regional Science Association), wykładowca Uniwersytetu Łódzkiego, promotor i recenzent licznych prac magisterskich, doktorskich i habilitacyjnych. Pełni bądź pełnił szereg funkcji w wielu organizacjach naukowych i społecznych. Jest autorem licznych publikacji naukowych, przede wszystkim z zakresu ekonomii, zarządzania i gospodarki przestrzennej.

## Życiorys
W 1973 ukończył studia ekonomiczne na Wydziale Ekonomiczno-Socjologicznym Uniwersytetu Łódzkiego. W latach 1973–1978 pracował na stanowisku projektanta w Biurze Projektowo-Badawczym „Miastoprojekt”.
Po obronie pracy doktorskiej w 1979 podjął pracę naukową i dydaktyczną w Uniwersytecie Łódzkim. W 1987 habilitował się.
W latach 1985–1986 był zastępcą kierownika i w latach 1989–1994 kierownikiem Zakładu Ekonomiki Rozwoju Miast w Instytucie Polityki Regionalnej Wydziału Ekonomiczno-Socjologicznego UŁ.
Podczas stypendium naukowego w USA miał okazję obserwować specyfikę tamtejszego sposobu zarządzania w administracji publicznej, szczególnie w instrumencie planowania przestrzennego.
Na początku lat 90. brał udział przy sporządzaniu Miejscowego Planu Zagospodarowania Przestrzennego Łodzi, który należało wówczas dostosować do nowo powstałej sytuacji społeczno-ekonomicznej – gospodarki wolnorynkowej.
Był jednym z pomysłodawców stworzenia (powstałego w 1994, wyodrębnionego ze struktury Wydziału Ekonomiczno-Socjologicznego) Wydziału Zarządzania UŁ, potem jego prodziekanem (w latach 1996–2002) ds. naukowych i współpracy z zagranicą oraz dziekanem (w latach 2002–2005).
W 1999, dzieląc się swoimi dotychczasowymi doświadczeniami, opublikował książkę, będącą jedną z pierwszych spośród pozycji poświęconych tematyce zarządzania miastami w polskich realiach po reformie administracyjnej w 1999. Dzieło to polecił wszystkim przedstawicielom władzy samorządowej oraz studentom z kierunków gospodarki przestrzennej. Jeszcze przed końcem tego samego roku został profesorem zwyczajnym w zakresie nauk o zarządzaniu.
W wyniku wielu starań prof. Markowskiego i prof. Tadeusza Marszała, w 2006, udało się otworzyć jeden z pierwszych w Polsce międzywydziałowych kierunków studiów, kształcący interdyscyplinarnie. Jest to gospodarka przestrzenna prowadzona wspólnie przez wydziały Zarządzania i Nauk Geograficznych UŁ, na której zajęcia prowadzą ponadto wykładowcy wywodzący się z innych wydziałów UŁ: Biologii i Ochrony Środowiska, Ekonomiczno-Socjologicznego, Filozoficzno-Historycznego, Matematyki i Informatyki, Prawa i Administracji oraz posiadający wiedzę praktyczną (aktywni zawodowo, bądź emerytowani) pracownicy administracji różnego szczebla. Profesor Markowski wykłada tam przedmioty: Ekonomika miast i regionów, Planowanie przestrzenne, Zarządzanie rozwojem lokalnym i regionalnym oraz seminaria dyplomowe.
19 listopada 2008 prof. Markowski jako prezes TUP i przewodniczący KPZK, w imieniu tych organizacji, wystosował do prezydenta Lecha Kaczyńskiego wniosek o zawetowanie (przyjętej przez Sejm RP) nowelizacji ustawy o ochronie gruntów rolnych i leśnych (zakładającej całkowite zniesienie ustawowej ochrony wobec gruntów rolnych, stanowiących użytki rolne, położonych w granicach administracyjnych miast). Prezydent, popierając argumentację zawartą we wniosku, ustawy tej nie podpisał. Jednak, 19 grudnia 2008, Sejm weto prezydenckie odrzucił, jednocześnie przyjmując tę ustawę.
W 2010 prezydent RP Lech Kaczyński powołał go na członka Narodowej Rady Rozwoju.
W 2013 został laureatem Nagrody Miasta Łodzi.